# Microsoft Office 2019
Microsoft Office 2019 basiert auf der 16. Hauptversion der Office-Suite des Softwareherstellers Microsoft. Es ist der offizielle Nachfolger von Office 2016, baut jedoch auf demselben Code auf und teilt auch die Build-Nummern mit Microsoft 365 und Office 2016. Die Version wurde am 6. September 2017 bei der Microsoft Ignite angekündigt und am 24. September 2018 veröffentlicht.
Am 27. April 2018 veröffentlichte Microsoft erstmals eine Office 2019 Commercial Preview für Windows 10. Am 12. Juni 2018 veröffentlichte Microsoft eine Vorschau für macOS.

## Neue Funktionen
Die Version enthält Verbesserungen der Produkte Word, Excel, PowerPoint und Outlook, für macOS außerdem OneNote und für Windows Access, Publisher, Visio und Project.
Für Windows wird OneNote ab Office 2019 aus der Suite entfernt. Optional kann OneNote 2016 im Office Installer gewählt werden. Die einzige OneNote-App für Windows-Rechner wird die Universal Windows App sein, die derzeit für Windows 10 verfügbar ist.
Office 2019 enthält alle Features von Office 365, dazu gehören verbesserte Funktionen zum Einfärben, neue Animationsfeatures in PowerPoint, einschließlich der Morph- und Zoomfunktionen, sowie neue Formeln und Diagramme in Excel für die Datenanalyse. Für Mac-Benutzer wurde der Fokusmodus in Word, 2D-Karten in Excel und neue Morph-Übergänge, SVG-Unterstützung und 4K-Videoexporte in PowerPoint hinzugefügt.
Office 2019 wird unter Windows 10, Windows Server 2019 und macOS Sierra und höher ausgeführt. Jedoch wird die Windows-Version von Office 2019 keine zehnjährige Unterstützung wie die meisten früheren Versionen erhalten. Es wird fünf Jahre Mainstream-Unterstützung, aber nur zwei Jahre erweiterte Unterstützung erhalten.
Der Mainstream-Support endete am 10. Oktober 2023. Der erweiterte Support z. B. mit Sicherheitsaktualisierungen endet voraussichtlich am 14. Oktober 2025.

## OS-Support
| macOS Version           | Letzter unterstützter Release |
| ----------------------- | ----------------------------- |
| macOS 10.14 Mojave      | 16.54 (21101001)              |
| macOS 10.13 High Sierra | 16.43 (20110804)              |
| macOS 10.12 Sierra      | 16.30 (19101301)              |
| OS X 10.11 und 10.10    | 16.16.27 (Office 2016)        |

Alle Releases stehen bei Microsoft zum Download bereit.